# Стернин, Григорий Юрьевич
Григо́рий Ю́рьевич Стерни́н (26 января 1927, Владивосток — 23 ноября 2013) — советский и российский искусствовед и художественный критик, специалист по истории русского изобразительного искусства Нового времени. Доктор искусствоведения (1973), профессор (1991), Член-корреспондент РАН с 30 мая 1997 года по Отделению литературы и языка (искусствоведение). Заслуженный деятель искусств Российской Федерации (1994).

## Биография
В 1950 году окончил искусствоведческое отделение филологического факультета МГУ имени М. В. Ломоносова. С 1950 года — аспирант на кафедре истории русского искусства МГУ, под руководством А. А. Фёдорова-Давыдова защитил диссертацию на соискание учёной степени кандидата искусствоведения по теме «Русская книжная иллюстрация 1840-х гг.».
В 1953—1959 годах работал редактором, затем старшим редактором в издательстве «Искусство». Учёный секретарь НИИ АХ СССР (1959—1962). Ведущий научный сотрудник, заведующий Сектором (затем Отделом) изобразительного искусства и архитектуры народов СССР Института истории искусств Минкультуры СССР (1962—1975).
В 1973 году защитил докторскую диссертацию «Художественная жизнь России на рубеже XIX—XX вв.» (специальность 17.00.04 — изобразительное искусство). В 1991 году присвоено учёное звание профессора. Главный научный сотрудник Государственного института искусствознания Министерства культуры РФ, председатель диссертационного совета по специальности «Изобразительное и декоративно-прикладное искусство и архитектура»; член диссертационных советов исторического факультета МГУ и ЯГПУ имени К. Д. Ушинского; член учёных советов ГИИ, ГТГ, музея «Абрамцево». Заместитель председателя экспертного совета по филологии и искусствоведению ВАК РФ (1999—2006); заместитель председателя, координатор секции искусствоведения Экспертного совета по филологии и искусствоведению РГНФ.
Член СХ СССР (1957) и МСХ (1991), член комиссии по монументальному искусству Московской городской думы. Участник множества международных научных конференций и симпозиумов. В разное время читал лекционные курсы по истории русской художественной культуры второй половины XIX — начала XX веков в МГУ, ЯГПУ, ВятГГУ и Нижегородской консерватории им. М. И. Глинки. Был председателем государственных экзаменационных комиссий Отделения истории и теории искусства исторического факультета МГУ. Среди учеников Г. Ю. Стернина — 2 доктора и 15 кандидатов наук. Автор свыше 200 научных публикаций.
Похороны учёного состоялись 26 ноября 2013 года на Хованском кладбище.

## Научная деятельность
Предложил и разработал новую проблематику изучения русского искусства — феномен «художественной жизни». В работах учёного рассматриваются различные вопросы бытования искусства: художественные общества и выставки, отношения художников и зрителей, роль художественной критики, международные связи русского искусства.
Публикациям свойствен повышенный исследовательский интерес к общим закономерностям развития культуры, к соотношению художественных и социологических аспектов творческой деятельности, к фактографической конкретности и достоверности изучаемого материала.
Г. Ю. Стернину также принадлежат многочисленные исследования по проблемам реализма в графике и живописи, истории русской усадьбы и художественного наследия русского зарубежья.
Член редколлегий X и XIII томов 1-го издания академической «Истории русского искусства в 13 томах» (1964, 1968, 1969), ответственный редактор XIV тома 2-го издания (2011). В разное время входил в редколлегии коллективных трудов «История европейского искусствознания» (тт. 1–4, 1963–1969), «Русская художественная культура кон. XIX — нач. XX вв. (1895–1917)» (тт. 1–4, 1968–1980), «Очерки современного советского искусства» (1975), альманахов «Мир искусств» и «Советское искусствознание», журналов «Известия РАН. Серия литературы и языка», «Вопросы искусствознания» («Искусствознание») и «Обсерватория культуры». Является членом редакционных советов журналов «Художественная культура / Art & Culture Studies» (РИК) и «Культура и искусство» (ГИИ).

## Награды
Заслуженный деятель искусств РФ (1994). Лауреат премии Министерства культуры РФ (1997) и Государственной премии РФ (2004). Почётный член РАХ (2007).